# Stefan Servos
Stefan Servos (* 1975 in Bonn) ist ein deutscher Journalist und Autor. Er gilt als Experte für das Werk J. R. R. Tolkiens.

## Leben
Stefan Servos wuchs im Rheinland auf. Nach seinem Abitur und der Ableistung des Zivildienstes studierte er Technikjournalismus an der Hochschule Bonn-Rhein-Sieg und schloss mit Diplom ab.

## Journalist
Er schrieb für diverse Print-Magazine und Zeitungen, unter anderem für das Magazin Max, die Printzeitungen der Honnefer Verlagsgesellschaft, die Filmzeitschrift Geek! und das Fachmagazin LARPzeit. Als Fernsehautor arbeitet er für Redaktionen der Sender WDR, SWR, KABEL 1 und RTL.
Stefan Servos ist außerdem regelmäßiger Autor bei Tiere suchen ein Zuhause und der WDR Doku-Soap Hallo Tierheim! sowie bei der Sendung Der COMICtalk mit Hella von Sinnen auf dem kostenpflichtigen Online-Portal Massengeschmack-TV, bei der er auch als Produzent fungiert.

## Tolkien-Experte
Stefan Servos betrieb von 1998 bis 2020 eine Fan-Webseite zu der Filmtrilogie Der Herr der Ringe und war bei der Synchronisation der Filme als Berater tätig. Im Abspann der Serie Der Herr der Ringe: Die Ringe der Macht wird er als beteiligter „Tolkien-Experte“ benannt.
Außerdem ist er einer der Mitbegründer der Ring*Con.

## Veröffentlichungen
- Space View-Special: Fantasy - Herr der Ringe u. a. Fantasyerfolge. Heel Verlag, Königswinter 2001, ISBN 978-3-89880-020-4.
- Der Herr der Ringe - Der neue Film "Die Zwei Türme", das Phänomen & die Fans. Heel Verlag, Königswinter 2002, ISBN 978-3-89880-126-3.
- Rezepte aus dem Auenland. Heel Verlag, Königswinter 2002, ISBN 3-89880-127-6.
- Space View-Fantasy: Der Herr der Ringe. Ein Blick hinter die Kulissen von "Die Rückkehr des Königs". Heel Verlag, Königswinter 2003, ISBN 978-3-89880-233-8.
- Troja - Die Helden der Antike. Heel Verlag, Königswinter 2004, ISBN 978-3-89880-320-5.
- Space View Special Helden der Antike: Alexander. Heel Verlag, Königswinter 2004, ISBN 978-3-89880-397-7.
- Zwischen den Spiegeln. (Co-Autor) Odlib Verlag, Essen, 2011, ISBN 978-3-9395-5624-4.
- Bilbos Reise zum Erebor - Das Space View-Special zum neuen Tolkien-Film. Heel Verlag, Königswinter 2012, ISBN 978-3-86852-629-5
- Gewalt Götter und Intrigen - Die Welt von Game of Thrones. Cross Cult, Ludwigsburg 2014, ISBN 978-3-86425-436-9
- Unnützes Wissen für Tolkien-Fans. riva, München 2022, ISBN 978-3-7423-2139-8